# Barraca de Cal Mariano
La barraca de Cal Mariano, o barraca A-13, és una barraca de vinya situada al municipi de Subirats (Alt Penedès), en un camp de vinya entre el cementiri de Sant Pau d'Ordal i Cal Mata del Racó.
És una construcció aixecada en pedra seca situada sobre un desnivell que forma part del marge natural d'un camí. La planta és circular i la forma troncocònica, de 2,90 m de diàmetre a la base i una alçada màxima de 2,40 m. Presenta una fornícula a l'interior, a terra a la dreta de la porta d'entrada. La construcció és de la tipologia de sostre de falsa volta, típic en aquestes edificacions (acostament de filades de pedra seca, sense cap mena de material d'unió, i amb una gran llosa per tapar el sostre). El llindar de la porta està fet, als laterals, amb les mateixes pedres irregulars que conformen la paret de la barraca, tot i que de dimensions més grans i amb una forma tendent a rectangular. Com a llindar superior hi ha una gran llosa. Té un cocó i una espitllera. El portal està orientat al sud, té una alçada de 147 cm, una amplada de 56 cm i un gruix de 85 cm. El sostre està cobert de pedruscall i de terra, utilitzada per a reforçar les pedres de la cúpula. Destaca a l'exterior la presència d'una pedra clavada enmig del sostre (caramull).
El codi utilitzat en la denominació d'aquesta barraca (lletra + número) procedeix d'un estudi realitzat per Araceli Soler i Jaume Rovira, que intenta sistematitzar la informació sobre aquests elements arquitectònics al terme de Subirats. El nom de Cal Mariano és el nom popular.